# ジャマル・アル＝サファル
ジャマル・アル＝サファル（Jamal Abd. Al-Saffar、1971年10月24日 ‐ ）は、サウジアラビアの陸上競技選手。専門は100mで、自己ベストは10秒19。2000年アジア選手権の男子100mでサウジアラビア初の金メダルを獲得すると、2002年アジア選手権の男子100mも優勝して史上4人目の連覇を達成。2002年アジア競技大会の男子100mでもサウジアラビア初の金メダルを獲得するなど、アジア地域の大会で活躍した。

## 経歴
2000年8月、アジア選手権の男子100m決勝を10秒32（+0.2）で制し、この種目でサウジアラビア勢初となる金メダリストとなった。
2001年8月、エドモントン世界選手権に出場すると、男子100m1次予選を10秒31（-0.3）で突破し、世界大会で初めて次のラウンドに進んだ。2次予選では自己ベストを上回る10秒17をマークするも（風速計故障のため参考記録）、組5着で敗退した。アンカーを務めた4×100mリレーは予選を39秒15のサウジアラビア記録（当時）で突破すると、準決勝では予選のタイムを塗り替える39秒04のサウジアラビア記録（当時）を樹立したが、組6着で敗退した。
2002年8月、アジア選手権の男子100m決勝で10秒43（-3.1）をマークし、ゲンナジー・チェルノヴォル（10秒50）やサレム・ムバラク・アル＝ヤミ（10秒52）を破り連覇を達成。この種目では連覇を達成した史上4人目の選手となった。
2002年10月、アジア競技大会の男子100m決勝で自己ベストに迫る10秒24（+0.3）をマークし、朝原宣治（10秒29）や陳海健（10秒34）を破り、この種目でサウジアラビア勢初の金メダリストとなった。

## 自己ベスト
記録欄の（　）内の数字は風速（m/s）で、+は追い風を意味する。
| 種目 | 記録                        | 年月日                      | 場所                  | 備考           |
| ---- | --------------------------- | --------------------------- | --------------------- | -------------- |
| 100m | 10秒19 (+1.6) 10秒19 (+1.0) | 2002年4月10日 2004年2月25日 | クウェート カティーフ |                |
| 100m | 10秒10w (+2.6)              | 2002年7月28日               | クオルタネ            | 追い風参考記録 |

## 主要大会成績
備考欄の記録は当時のもの
| 年   | 大会                           | 場所         | 種目    | 結果    | 記録          | 備考                             |
| ---- | ------------------------------ | ------------ | ------- | ------- | ------------- | -------------------------------- |
| 1996 | オリンピック                   | アトランタ   | 100m    | 1次予選 | 10秒44 (+0.1) |                                  |
| 1999 | パンアラブ競技大会 (en)        | イルビド     | 100m    | 優勝    | 10秒39        |                                  |
| 1999 | アラブ選手権 (en)              | ベイルート   | 100m    | 優勝    | 10秒33        |                                  |
| 2000 | ガルフ選手権                   | クウェート   | 100m    | 優勝    | 10秒56        |                                  |
| 2000 | アジア選手権                   | ジャカルタ   | 100m    | 優勝    | 10秒32 (+0.2) | サウジアラビア勢初の金メダリスト |
| 2000 | アジア選手権                   | ジャカルタ   | 4x100mR | 3位     | 39秒60        |                                  |
| 2000 | オリンピック                   | シドニー     | 100m    | 1次予選 | 10秒75 (-0.6) |                                  |
| 2000 | オリンピック                   | シドニー     | 4x100mR | 予選    | 39秒94 (4走)  |                                  |
| 2001 | 世界選手権                     | エドモントン | 100m    | 2次予選 | 10秒17        |                                  |
| 2001 | 世界選手権                     | エドモントン | 4x100mR | 準決勝  | 39秒04 (4走)  |                                  |
| 2002 | 西アジア競技大会 (en)          | クウェート   | 100m    | 2位     | 10秒19 (+1.6) | 自己ベスト                       |
| 2002 | アジア選手権                   | コロンボ     | 100m    | 優勝    | 10秒43 (-3.1) | 男子史上4人目の連覇達成          |
| 2002 | アジア選手権                   | コロンボ     | 4x100mR | 2位     | 39秒16        |                                  |
| 2002 | ワールドカップ (en)            | マドリード   | 100m    | 5位     | 10秒38 (-0.3) | アジア代表                       |
| 2002 | アジア競技大会                 | 釜山         | 100m    | 優勝    | 10秒24 (+0.3) | サウジアラビア勢初の金メダリスト |
| 2002 | アジア競技大会                 | 釜山         | 4x100mR | 5位     | 40秒00        |                                  |
| 2003 | 世界選手権                     | パリ         | 100m    | 1次予選 | DNS           |                                  |
| 2005 | イスラム諸国連帯 競技大会 (en) | メッカ       | 100m    | 3位     | 10秒36 (+0.8) |                                  |
| 2005 | イスラム諸国連帯 競技大会 (en) | メッカ       | 4x100mR | 優勝    | 39秒80        |                                  |